# ديفيد بي. فوغل
ديفيد بي. فوغل (بالإنجليزية: David B. Fogel) هو باحث في مجال الذكاء الاصطناعي وعالم حاسوب ومهندس أمريكي، ولد في 2 فبراير 1964.